# August Burns Red
August Burns Red é uma banda norte-americana de metalcore formada em Lancaster na Pensilvânia em 2003. O grupo começou suas primeiras apresentações, enquanto a maioria dos membros estavam frequentando o último ano do ensino médio, e logo começou a fazer shows em torno de Lancaster, antes de ser assinado a CI, e depois, Solid State. O grupo é conhecido principalmente por usar breakdowns pesados e riffs odd-meter. Eles citam bandas Between the Buried and Me, Misery Signals e Hopesfall como suas principais influências.

## História

### Formação, Thrill Seeker e Messengers
August Burns Red foi fundada em março de 2003, quando todos os membros estavam cursando o ensino médio. Depois de fazer vários shows locais em Lancaster, eles gravaram seu primeiro EP, intitulado “Looks Fragile After All” com etiqueta CI Records, em 2004.
O vocalista Jon Hershey finalmente deixou a banda durante o mesmo ano, o que levou a Josh McManness assumir o cargo de vocalista, e depois de vários meses com McManness, August Burns Red assinou contrato com a Solid State, em 2005. Hershey mais tarde viria a formar “Bells” banda de pós-rock. August Burns Red lança o “Thrill Seeker”, o seu primeiro álbum completo, em 8 de novembro de 2005.
McManness se afastou da banda em 2006, por ficar esgotado por constantes turnês da banda. Ele foi substituído por Jake Luhrs que resedia em Colúmbia, Carolina do Sul. O baixista Jordan Toscano também deixou a banda em 2006 por motivos semelhantes aos McManness. Ele foi substituído pelo baixista Dustin Davidson, um amigo da banda. O segundo álbum da banda, Messengers, foi lançado em 19 de junho de 2007. Marcando a estreia de Luhrs no grupo, tornou-se primeiro álbum de sucesso da banda, alcançando o número 81 na Billboard 200. O álbum vendeu um total de 108 000 cópias a partir de maio de 2011.

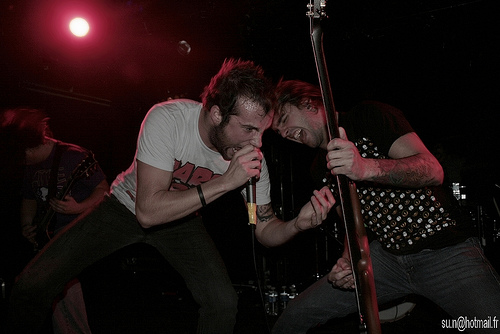
Vocalista Jake Luhrs e baixista Dustin Davidson em Paris, La Boule Noire em março de 2008.

Ao longo de 2008, August Burns Red excursionou com diversos atos em toda a América do Norte e Europa para promover Messengers. De abril a maio eles excursionaram com as bandas As I Lay Dying e Misery Signals em todos os Estados Unidos e Canadá. Em setembro e outubro do mesmo ano, eles fizeram uma turnê com A Skylit Drive, Sky Eats Airplane, Greeley Estates, e This or the Apocalypse nos Estados Unidos. A banda também visitou a Europa para uma turnê que durou um mês, em novembro, passando pela Alemanha, Finlândia, Noruega, Suécia, Reino Unido, Irlanda, Itália, Bélgica, Holanda, República Checa, Eslováquia e França.
Após esta série de turnês, a banda gravou dois covers de canções populares. Eles gravaram uma versão instrumental da música clássica, "Carol of the Bells" para o álbum de compilação “X Christmas”, que foi destaque em trailers do filme, The Spirit, lançado no dia de Natal de 2008. Eles também gravaram um cover de "... Baby One More Time" da cantora pop Britney Spears para o Punk Goes Pop 2 coletânea, lançada em Março de 2009.
Em 24 de fevereiro de 2009, a banda lançou um EP, intitulado Lost Messengers: The Outtakes. Ele contém material que está relacionado ou foi decidido não ser incluído na versão final, dominou de Messengers. Numa primeira viagem ao Oriente Médio, August Burns Reds embarcou em 6 de Março de 2009, com a banda “Middle East” no Dubai Rock Festival. A última turnê da banda antes de seu próximo lançamento do álbum ocorreu nos Estados Unidos, onde excursionou com a banda de metalcore All That Remains ao longo de abril e maio.

### Constellations
Para promover seu próximo álbum, August Burns Red lançou várias novas faixas e um vídeo da música em junho de 2009. As faixas “Thirty and Seven”, “Existence”, "Ocean of Apathy” foram todos lançados no dia 15, 21 e 29, respectivamente. Um vídeo da música para a canção “Meddler” também foi lançado durante este mês. Em 7 de julho., Uma semana antes do lançamento do álbum, August Burns Red disponibilizou o streaming do álbum completo no seu perfil Myspace por um tempo limitado. August Burns Red lançou seu terceiro álbum completo, “Constellations”, em 14 de julho de 2009. Durante a semana de 1 de Agosto de 2009, o álbum alcançou o número 24 na Billboard 200. Outra turnê nos Estados Unidos foi organizada com atração principal August Burns Red e apoio de Blessthefall, Enter Shikari, All Shall Perish, e Iwrestledabearonce. Após esta turnê, a banda se juntou a uma pequena turnê na Austrália, com Architects em apoio à banda australiana Parkway Drive. August Burns Red excursionou ao lado de Underoath e Emery, em novembro e dezembro de 2009.
A banda lançou seu primeiro CD/DVD ao vivo, Home, em 28 de setembro de 2010. O grupo de co-liderou a Alternative Press Tour ao longo de novembro. Em 23 de fevereiro de 2010, Constellations foi indicado para o Prêmio Dove para "Melhor Álbum de Rock".
August Burns Red excursionou na Austrália e na Nova Zelândia, em dezembro de 2010, sobre o No Sleep Til Festival. A banda tocou ao lado de Parkway Drive, A Day to Remember, NOFX, Dropkick Murphys, Suicide Silence, Megadeth, Descendents, Gwar e muitos outros.

### Leveler e Sleddin' Hill
Em 27 de julho de 2010, o guitarrista, Brubaker afirmou que a banda estaria tomando tempo da turnê para escrever seu próximo álbum. Em 12 de fevereiro de 2011, a banda anunciou através de sua página oficial do Facebook que tinham completamente terminou de escrever seu novo registro e que eles vão entrar no estúdio no Dia dos Namorados. Que, seguindo em Março do próximo ano, a banda anunciou que o registro foi concluído. Em 5 de abril, August Burns Red revelou o nome do próximo álbum “Leveler”. Em 16 de maio de 2011, a banda lançou a música "Empire", como uma pré-visualização antes de seu lançamento. A banda também mais tarde estreou outras três canções: "Internal Cannon", "Divisions", e "Poor Millionaire", em 31 de maio, 06 de junho, e 14 de Junho, respectivamente .
“Leveler” foi lançado em 21 de junho de 2011, em duas formas; standard e deluxe. A versão deluxe do Leveler contém quatro músicas extras, incluindo uma versão acústica da canção " Internal Cannon ". O álbum vendeu particularmente bem em comparação com suas outras versões, só nas primeiras semanas vendeu 29.000 exemplares  só nos Estados Unidos. Estas vendas ficou na posição 11ª na Billboard 200. Após o lançamento, August Burns Red participaram no palco principal em 2011 no Vans Warped Tour.
August Burns Red inicia Leveler tour no primeiro trimestre de 2012 com Silverstein, I the Breather e Letlive como atos de apoio.
August Burns Red é a embarcar em uma turnê pela Europa em 2012 com The Devil Wears Prada e Veil of Maya  e uma turnê americana com Of Mice & Men e The Moral Color.
August Burns Red lançou seu primeiro Holiday álbum, com o título August Burns Red Presents: Sleddin 'Hill em 09 de outubro de 2012.
Em 8 de fevereiro de 2013 a banda foi anunciado oficialmente como parte da Warped Tour 2013 ao lado de Bring Me the Horizon, NeverShoutNever, Black Veil Brides, 3OH! 3, Crizzly e Bowling for Soup.

### Rescue & Restore (atualmente)
Em 12 de fevereiro de 2013 a banda anunciou que eles estariam de volta ao estúdio na próxima semana para começar a gravar em seu novo álbum. O guitarrista JB Brubaker afirmou que seu novo álbum será "... empurrar os limites do nosso gênero mais do que jamais antes. Partimos para gravar um registro onde cada música se destaca do passado. Há um lote de terreno coberto aqui e uma tonelada de carne para este álbum. Está cheio de ritmos ímpare calibrada e avarias, mudanças e voltas inesperadas, e alguns dos nossos riffs mais técnico até agora. Cada um de nós tem peças que fazem a cabeça girar e nós tivemos que praticar como louco para conseguir algumas dessas coisas juntos. Sei que sempre digo isso, mas este será o nosso álbum mais ambicioso.
Em 5 de maio, eles anunciaram que o álbum, Rescue & Restore se prepara para lançar 25 de junho de 2013. O álbum estreou em 9 º lugar na Billboard 200. Em 30 de agosto, eles anunciaram que iriam lançar um DVD documentário intitulado Foreign & Familiar antes do final do ano.

## Estilo e imagem

### Estilo e influências musicais
August Burns Red é considerado como uma banda de metalcore, e também compartilha traços de outros gêneros como metal progressivo e thrash metal. A banda também é identificada como uma banda de metalcore melódico e também é uma das poucas bandas de metalcore modernos que não usa vocais limpos, somente guturais (vocais gritados). As canções do August Burns Red freqüentemente apresentam riffs de guitarra altamente melódico e breakdowns, com uma variedade de influências, incluindo Meshuggah, Pelican e The Dillinger Escape Plan.
O grupo afirma que eles não se importam de ser classificados como metalcore, atualmente cresceu um desgosto para muitas das bandas do gênero.
JB Brubaker disse:
| “ | Eu sinto que qualquer um pode pegar e manusear uma guitarra e aprender a tocar um riff de metalcore e qualquer baterista pode aprender e tocar um thrash é fazer breakdown muitos estão fazendo isso. Está quase se tornando muito estereotipada, é metal para mim nunca foi um gênero estereotipada. | ” |

### Cristianismo
August Burns Red é uma banda cristã. JB Brubaker mencionou em uma entrevista à revista online magazine Shout! que ele preferia deixar o cristianismo brilhar nas letras das canções da banda.
JB Brubaker disse:
| “ | O cristianismo é uma religião, não um estilo de música [...] em vez simplesmente deixar a música falar por si mesmo. | ” |

Brent Rambler disse:
| “ | É importante para nós que as pessoas saibam que somos de fato cristãos ... sem ter-nos estar lá em cima e ram-lo goela abaixo das pessoas.\|Brent Rambler falando que eles são cristãos. | ” |

### Nome da banda
Em uma entrevista o guitarrista Brent Rambler fala sobre a origem do nome da banda August Burns Red.
Brent Rambler disse:
| “ | Temos nosso nome, é realmente história ridícula. Tivemos o nosso nome, porque na escola, um dos nossos melhores amigos, Jon Hershey, que também era nosso vocalista na época. Mas bem antes de se juntar a banda, ele estava namorando uma garota chamada August. E a relação ficou um pouco fora de mão e ele realmente queria acabar com ela. Assim, ele terminou o relacionamento e, em vez de ficar apenas triste com isso, ela ficou realmente muito irritado e Jon na época tinha um cachorro chamado Redd, foi um setter irlandês e tinha a pele vermelha e tudo mais. Então ela ficou muito brava, foi até sua casa, e queimou seu cão Redd vivo, em sua casa de cachorro. E o nome e tudo vem, porque no dia seguinte, as manchetes do jornal no noticiário local foi "August Burns Redd" e então nós meio que fui com ele. É realmente afetados Jon, por isso quando estávamos escolhendo um nome da banda, que foi um nome que ficou preso em sua cabeça, por isso ele decidiu usá-lo. Assim, o nosso nome não significa nada, ele só tinha um tipo de significado muito estranho e bruto.\|Brent Rambler falando sobre a origem do nome da banda August Burns Red. | ” |

## Membros
| Atuais - Jake Luhrs – Vocal (2006-presente) - Dustin Davidson – Baixo, Backing Vocal (2006-presente) - Matt Greiner – bateria, Teclado, Piano (2003-presente) - Brent Rambler – Guitarra (2003-presente) - JB Brubaker – Guitarra (2003-presente) | Ex-Integrantes - Josh McMannes – Vocal (2005-2006) - Jon Hershey – Vocal (2003-2004) - Jordan Tuscan – Baixo (2003-2005) |

## Discografia
Álbuns de estúdio
- Thrill Seeker (2005)
- Messengers (2007)
- Constellations (2009)
- Lost Messengers:The Outtakes (2009)
- Leveler (2011)
- Sleddin' Hill  (2012)
- Rescue & Restore (2013)
- Found in Far Away Places (2015)
- Messengers Remixed (2016)
- Phantom Anthem (2017)
- Constellations Remixed (2019)
- Guardians (2020)
- Leveler:10th Anniversary Edition (2021)
- Death Below (2023)

EP
- Look's Fragile After All (2004)
- Winter Wilderness (2018)
- Phantom Sessions (2019)
- Guardians Sessions (2021)
- Guardians of the Path (2021) Feat: Fit for a King
- White Washed & Composure (2022)

Ao vivo
- Home (2010)
- Thrill Seeker Live (2020)
- Leveler Live (2022)